# Sheryfa Luna
Pour les articles homonymes, voir Luna.
Pour son premier album, voir Sheryfa Luna (album).
Sheryfa Luna, née Chérifa Babouche le 25 janvier 1989 à Évreux, est une chanteuse de RnB, musicienne et animatrice de télévision française d'origine franco-algérienne. Elle a remporté la quatrième saison de l'émission Popstars et, à la suite de sa victoire, s'est vu proposer d'enregistrer un album.
Ayant vendu plus de 500 000 albums, elle est la seule artiste de RnB français à avoir obtenu deux numéro 1 consécutifs au top single français ces dernières années[Quand ?].

## Biographie
Née d'un père algérien kabyle et d'une mère française, Cherifa Babouche a grandi dans le quartier de Nétreville à Évreux avec six frères et une sœur. En 2007, elle remporte la saison 4 de l'émission de télé réalité Popstars, et gagne ainsi un contrat d'enregistrement. La même année, Sheryfa fait un déni de grossesse et découvre qu'elle est enceinte de six mois. Le 14 février 2008, à tout juste 19 ans, elle donne naissance à son premier enfant, un garçon prénommé Vénus Junior dont le père est son compagnon Vénus. Dans son autobiographie T'étais déjà là mon fils, mais..., Sheryfa explique son déni de grossesse,. En début d'année 2010, Sheryfa se sépare du père de son fils avec qui elle était en couple depuis 2006. Le 3 février 2015, elle donne naissance à son deuxième enfant, un garçon prénommé Ibrahim. Le 2 janvier 2025 elle annonce sur son compte Instagram avoir accouché le 17 novembre 2024 de son troisième enfant, un petit garçon mort né prénommé Khalil.

## Carrière musicale
Son premier single, Quelque part, est commercialisé en novembre 2007, disponible sur les sites de téléchargement légal une semaine avant la diffusion du dernier épisode de l'émission Popstars. Quelque part atteint la première place des ventes de singles en France. Il est suivi par la sortie d'un premier album, Sheryfa Luna, qui est classé troisième du top album français. Pour faire suite au succès de son premier single et de l'album, le titre Il avait les mots est extrait. Le clip de ce deuxième single est alors tourné à Montréal, au Canada. À la première semaine, le single Il avait les mots s'écoule à 15 800 exemplaires[réf. nécessaire] et se classe numéro un des ventes de singles en France. Puis sort le titre D'ici et d'ailleurs, réenregistré dans une nouvelle version. En mars 2008, la sortie d'un single exclusif est annoncée. Pour mettre toutes les chances de son côté, Sheryfa s'est entourée de Singuila , de Youssoupha , l'ancien prof d'écriture de l'atelier « Popstars », mais aussi du producteur Sulee B. Ce titre est un duo avec le finaliste de la septième édition de Star Academy 7, Mathieu Edward, et s'intitule Comme avant. Ce single est le premier extrait de l'album de Mathieu Edward. En avril 2008, elle tourne trois scènes d'un épisode dans la série Seconde Chance.
Son album Vénus sort le 2 décembre 2008 et le premier single est Si tu n'étais plus là. Le second single sera Ce qu'ils aiment. Le troisième single Je reviendrai est proposé aux radios en août 2009 et se classe directement dans le top 10 des meilleures ventes de single en France. L'album est certifié disque de platine avec 120 000 ventes au 22 décembre 2009. Durant la fin de l'année 2008, Sheryfa Luna est la marraine de Disney Channel Talents diffusé sur Disney Channel France qui a pour thème Hannah Montana.
Durant l'été 2009, Sheryfa Luna participe à la première saison de Udance en tant que membre du jury. La gagnante Stéphanie Le Blavec remporte la possibilité de tourner dans le prochain clip de Sheryfa Luna. Face au succès des vidéos postées sur Internet (entre 200 000 et 1 000 000 de fois vues), l'émission est diffusée sur NRJ12 dès le 7 octobre 2009 jusqu'à fin novembre 2009. L'émission comporte 30 vidéos sur Internet et 6 épisodes d'environ 30 minutes sur NRJ12. En décembre 2009, Sheryfa Luna termine sa tournée Atmosphere Tour et depuis janvier 2010, elle finalise son troisième album dont le titre est Si tu me vois. Le 5 février 2010, elle annonce sur le plateau de La Ferme Célébrités que son album sortira en avril et non en mars 2010 comme prévu initialement. En mai 2010 sort le premier single, Tu me manques. Finalement, la sortie de son album est confirmée pour le 13 septembre 2010. En novembre de la même année sort le second single intitulé Yemma. Face aux multiples reports de son album et des problèmes de santé, la promotion de ce troisième album ne fonctionne pas et le disque connaît un succès moins important comparé à ses prédécesseurs. L'album Si tu me vois est certifié disque d'or avec plus de 60 000 disques écoulés.
Le 14 mars 2011, elle est invitée sur le single All Alone (Est-ce qu'un jour) de Quentin Mosimann, gagnant de la septième saison de Star Academy. Ce titre électro présent sur l'album de Quentin Mosimann marque aussi le tournant dans sa carrière avant d'entamer l'enregistrement de son quatrième album. Le 21 août 2011 fuite un extrait de son nouveau single Viens avec moi, annonçant la sortie de son quatrième album. Le clip a été tourné fin juin 2011 à Los Angeles. Par ailleurs, elle devient l'une des égéries du centre de formation esthétique So Nails Academy. En partenariat avec ce centre, elle lance sa première collection de vernis permanent « Sheryfa Luna » que l'on retrouve sur la boutique de So Nails. Le lancement officiel de cette collection a eu lieu lors du Salon de la Beauté le 8 octobre 2011 à Paris. Le 14 juillet 2012, elle a participé au jeu Fort Boyard pour l'association « Face au monde » avec Catherine Laborde, Julie Raynaud et bien d'autres. Le 15 février 2013, elle est candidate au jeu Splash : le grand plongeon, après quelques hésitations, elle sautera d'un plongeoir d'une hauteur de trois mètres. Le 12 mars 2013, sur le plateau de l'émission Le Mag, elle confirme sa déclaration sur Twitter disant qu'elle voulait se retirer de la scène médiatique et que son cinquième album attendu pour 2015 serait le dernier. Le 1er avril 2015, lors d'une interview pour Remzouille Radio, elle annonce vivre au jour le jour et qu’après quelque temps sans médiatisation, la naissance de son deuxième enfant et un changement d’équipe professionnelle, elle se dit « reboostée ». Le cinquième ne sera donc peut-être pas le dernier. Depuis, elle travaille en tant qu'artiste indépendante.
Le 1er juillet 2013, sort la compilation Tropical Family. Elle y comprend deux titres de Sheryfa Luna : Sensualité, reprise d'Axelle Red en duo avec Axel Tony et Mélissa, reprise de Julien Clerc, co-interprétée avec Medhy Custos. Elle participe au single caritatif Je reprends ma route en faveur de l'association « Les voix de l'enfant ».
Le 27 mars 2014, elle présente le titre Comme d'habitude annonçant la sortie de l'album Il était une fois pour le printemps 2014.
En 2016, elle publie le single Wonder Human.
En 2017, elle apparaît sur le titre Don't Care du DJ Ben Carter, en featuring Will Gittens. Les fans espèrent que ce titre sera présent dans son futur album. Le 1er décembre, elle publie le single Si on parlait, extrait d'un futur opus à venir.
En 2018, elle dévoile le single Égoïste.
En 2019, Sheryfa participe au premier album du nouveau chanteur Jahid, sur le titre Nos liens.
En 2020, elle participe également au septième album de la chanteuse camerounaise Lady Ponce, sur le titre Bla Bla.
En 2022, elle dévoile un single représentatif des dernières années de sa carrière intitulé Dans les étoiles.

## Militantisme

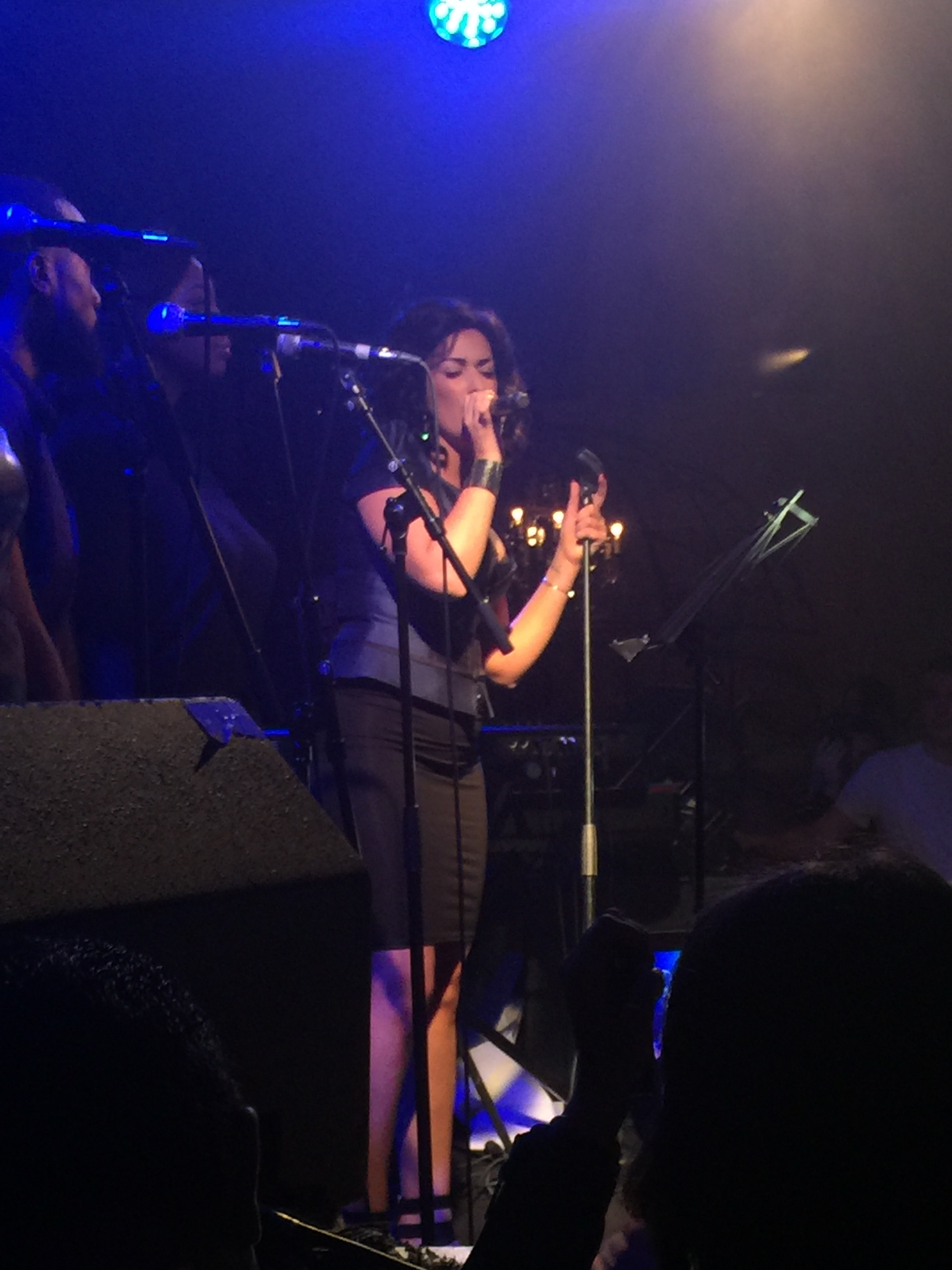
Sheryfa Luna le 20 octobre 2015 lors d'un concert au Réservoir, à Paris.

En décembre 2012, elle cosigne un appel d'artistes et de personnalités artistiques en faveur du mariage pour tous et du droit d'accès à l'adoption pour les couples homosexuels.

## Discographie
- 2007 : Sheryfa Luna
- 2008 : Vénus
- 2010 : Si tu me vois
- 2012 : Petite fée de soie[26]

## Récompenses et nominations

### Chanson de l'année
| Année | Travail nommé     | Catégorie          | Résultat   |
| ----- | ----------------- | ------------------ | ---------- |
| 2008  | Il avait les mots | Chanson de l'année | Nomination |

### NRJ Music Awards
| Année | Travail nommé                | Catégorie                        | Résultat   |
| ----- | ---------------------------- | -------------------------------- | ---------- |
| 2009  | Sheryfa Luna                 | Révélation française             | Nomination |
| 2009  | Mathieu Edward, Sheryfa Luna | Meilleure Groupe/Duo francophone | Nomination |
| 2010  | Sheryfa Luna                 | Artiste féminine française       | Nomination |
| 2013  | Sheryfa Luna                 | Artiste féminine française       | Nomination |

## Émissions de télévision
- 2007 : Popstars sur M6 : candidate
- 2008 : MTV Movie Awards sur MTV : animatrice avec Elsa Pataky
- 2008 : Disney Channel Talents sur Disney Channel France : marraine
- 2009 : U Dance sur NRJ12 : jurée
- 2011 : Le E-classement sur W9 : animatrice
- 2011-2012 : Fort Boyard sur France 2 : candidate
- 2013 : Splash, le grand plongeon sur TF1 : candidate
- 2018-2019 : Les 100 vidéos qui ont fait rire le monde entier sur W9 : chroniqueuse
- 2024 : Mask Singer (saison 6) sur TF1 : candidate sous le costume de la Perle

## Filmographie
- 2009 : Seconde Chance (serie télévisée) : Nora (épisode 158)
- 2022 : Edgar, court-métrage de David Willer : Luna

## Théâtre
- 2016 : Rubis sur canapé de  Mireille Vitold-Paparella et Sylvie Nordheim.